# 마이콩 시케이라
마이콩 지 안드라지 시케이라(포르투갈어: Maicon de Andrade Siqueira, 1993년 1월 9일 ~ )는 2016년 올림픽에서 동메달을 획득한 브라질의 태권도 선수이다.